# Charles Wohlforth
Charles P. Wohlforth (24 mai 1963 -) est un auteur et écrivain alaskain.
En 1986, il est diplômé (Graduated magna cum laude) d’un baccalauréat en arts d’anglais de l’Université de Princeton.
Il a reçu plus de 25 prix et citations depuis 1986. En 2004, son livre La Baleine et le supercalculateur a gagné le Los Angeles Times Book Prize, dans la catégorie science et technologie. Charles Wohlforth est aussi journaliste de radio et écrit des guide de voyages pour la collection Frommer's Family.

### En français
- Charles Wohlforth, Merveilleux Alaska, Könemann, 28 octobre 1999, 128 p. (ISBN 978-3-8290-2211-8)
- Charles Wohlforth (trad. de l'anglais par Marc Weitzmann), La baleine et le supercalculateur : enquête sur le réchauffement climatique [« The Whale and the Supercomputer »], Paris, éditions Paulsen, mars 2008, 357 p. (ISBN 978-2-916552-05-7)

### En anglais
- Spectacular Alaska. Hugh Lauter Levin Associates, Inc., 1998.
- Frommer's Family Vacations in the National Parks. Published by Frommers, 1999,  (ISBN 0764563637).
- Frommer's 2000 Alaska, Published by Frommer's, 2000,  (ISBN 0028629914).
- Frommer's Alaska 2003: With Complete Cruise Coverage, Published by Frommer's, 2002.  (ISBN 0764566407).
- Frommer's Alaska 2004, Published by Frommer's, 2003.  (ISBN 0764538918).
- The Whale and the Supercomputer: On the Northern Front of Climate Change, Published by North Point Press, 2004.  (ISBN 0865477140).
- Frommer's Alaska 2008, Published by Frommer's, 2007.  (ISBN 0470152885).
- Frommer's Alaska 2009, Published by Frommer's, 2008.  (ISBN 0470289740).